# دیتمار دموت
دیتمار دموت (انگلیسی: Dietmar Demuth؛ زادهٔ ۱۴ ژانویهٔ ۱۹۵۵) بازیکن فوتبال اهل آلمان است.
از باشگاه‌هایی که در آن بازی کرده‌است می‌توان به باشگاه فوتبال کیکرز اوفنباخ، باشگاه فوتبال سن پائولی، و باشگاه فوتبال بایر ۰۴ لورکوزن اشاره کرد.